# Vitesse maximale d'un aéronef
 (mai 2017).
Si vous disposez d'ouvrages ou d'articles de référence ou si vous connaissez des sites web de qualité traitant du thème abordé ici, merci de compléter l'article en donnant les références utiles à sa vérifiabilité et en les liant à la section « Notes et références ».
Pour les articles homonymes, voir VNE.
Pour un article plus général, voir Vitesses caractéristiques.
La vitesse maximale d'un aéronef en vol est la vitesse qu'il ne doit pas dépasser sans compromettre la sécurité (risque de dommage ou de rupture structurelle, de perte de contrôle). Plusieurs vitesses caractéristiques sont définies par le constructeur, conformément aux normes de certification, pour différentes conditions de vol.

## Description
Plusieurs vitesses maximales sont définies selon les conditions de vol et la configuration de l'avion. Sauf mention contraire, elles sont exprimées en vitesse indiquée (vitesse lue sur l'anémomètre).
La vitesse maximale peut être imposée par les forces aérodynamiques qui s'appliquent à la structure de l'aéronef, créant un risque de déformation irréversible voire de destruction complète. Elle prend en compte également le risque de flottement. 

Quand la pression atmosphérique diminue, à même vitesse indiquée, la vitesse air augmente ainsi que le nombre de Mach. Les avions subsoniques ne peuvent pas s'approcher de Mach 1 sous peine de buffeting (vibrations), voire de perte de contrôle (décrochage haut). À haute altitude, l'avion n'est généralement plus limité en vitesse indiquée mais en Mach.

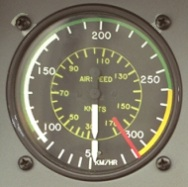
Anémomètre de Robin DR-400

### Vitesse maximale en opérations
Elle est notée VMO (en anglais : Velocity Maximum Operating),.
Il s'agit d'une vitesse air ne devant pas être délibérément dépassée, quel que soit le domaine de vol (montée, descente, croisière). De façon dérogatoire, il peut parfois être autorisé de dépasser cette vitesse en vol d’essai ou d’entraînements. Cette vitesse est déterminée de façon à inclure une marge de sécurité pour tenir compte d’éventuels dépassements involontaires.
Cette vitesse est souvent définie comme constante pour un appareil donné, mais elle peut parfois varier en fonction de l’altitude.
En cas de dépassement, à titre d'exemple, les phénomènes suivants peuvent se produire (suivant l'appareil) :
- des contraintes excessives sur la cellule (en particulier en cas de rafale), pouvant conduire à des déformations permanentes, voire des ruptures ;
- des contraintes excessives sur les entrées d'air moteur (en particulier sur les aubes de compresseur des réacteurs), pouvant conduire à un endommagement de celui-ci ;
- une instabilité de l'appareil due aux déformations des surfaces portantes ;
- l'apparition d'ondes de choc (dues au passage en supersonique, au moins localement), avec pour conséquences possibles l'apparition de tremblements, la perte de portance (ou de manœuvrabilité) ou la mauvaise alimentation en air des réacteurs (induisant une perte de puissance) ;
- un échauffement anormal de la cellule.

### Nombre de Mach maximal en opérations
Il s'agit de la même définition que pour VMO, à part qu'elle s'applique au nombre de Mach et non pas à la vitesse calibrée de l'appareil. On parle alors de la MMO.

### Vitesses maximales pour les avions légers à pistons et les planeurs
Pour ces types d'appareils, en remplacement des vitesses précédentes VMO et MMO, on définit les vitesses suivantes :
- VNO : vitesse maximale de croisière (en anglais : Velocity Normal Operating) ;
- VNE : vitesse à ne jamais dépasser (en anglais : Velocity Never Exceed).

Sur certains anémomètres, la VNE est indiquée par un trait rouge. La VNE indiquée dépend en général de l'altitude-pression et/ou de la température. En effet, en haute altitude, la vitesse indiquée par l'anémomètre est inférieure à la vitesse réelle. La vitesse maximale à ne pas dépasser concerne la vitesse réelle et non la vitesse indiquée. Au-dessus de cette vitesse réelle, des oscillations divergentes peuvent se produire au niveau des ailes qui provoqueront à terme leur rupture. Ainsi, la VNE d'un planeur ASH-25 passe de 280 km/h à 3 km d'altitude à 195 km/h à 9 km d'altitude. Cela correspond à une réduction de 30 % de la VNE. Cette réduction de la VNE est donc proportionnelle à la réduction de la racine carrée de la masse volumique de l'air ce qui signifie que la vitesse maximale réelle air (et non la vitesse indiquée) est uniforme en fonction de l'altitude,. Ce postulat est cependant remis en cause par certains auteurs qui affirment que la diminution en vitesse indiquée du déclenchement du flottement (en anglais flutter) diminue plus faiblement qu'affirmé supra.
La VNO ne doit pas être dépassée en atmosphère agitée, car en cas de rafale, la VNE pourrait se retrouver être dépassée, ce qui pourrait conduire à une déformation permanente ou une rupture de la cellule. Sur certains anémomètres, la plage de vitesses au-delà de la VNO est indiquée par un arc jaune.

### Vitesse maximale en configuration hypersustentée
Elle est notée VFE (en anglais : Velocity Flaps Extended). Elle concerne toutes les configurations hypersustentées : chaque combinaison de positions de becs et volets (en fonction de l'appareil).
Sur certains anémomètres, la plage de vitesses en deçà de la VFE est indiquée par un arc blanc.

### Vitesses liées au train d'atterrissage
On distingue les vitesses suivantes :
- VLE : vitesse maximale de vol avec le train d’atterrissage sorti (en anglais : Velocity Landing gear Extended) ;
- VLO : vitesse maximale de manœuvre du train d’atterrissage (en anglais : Velocity Landing gear Operation), qui peut être différente pour la rentrée ou la sortie du train.

### Vitesse maximale de manœuvre
Elle est notée VA. Il s'agit de la vitesse maximale à laquelle il est autorisé d'utiliser la déflexion totale des commandes de vol. Au-delà, la course des commandes de vol doit rester limitée (les gouvernes ne doivent plus être braquées à leurs débattements maximum).